# Myotis melanorhinus
Myotis melanorhinus là một loài động vật có vú trong họ Dơi muỗi, bộ Dơi. Loài này được Merriam mô tả năm 1890.

## Hình ảnh

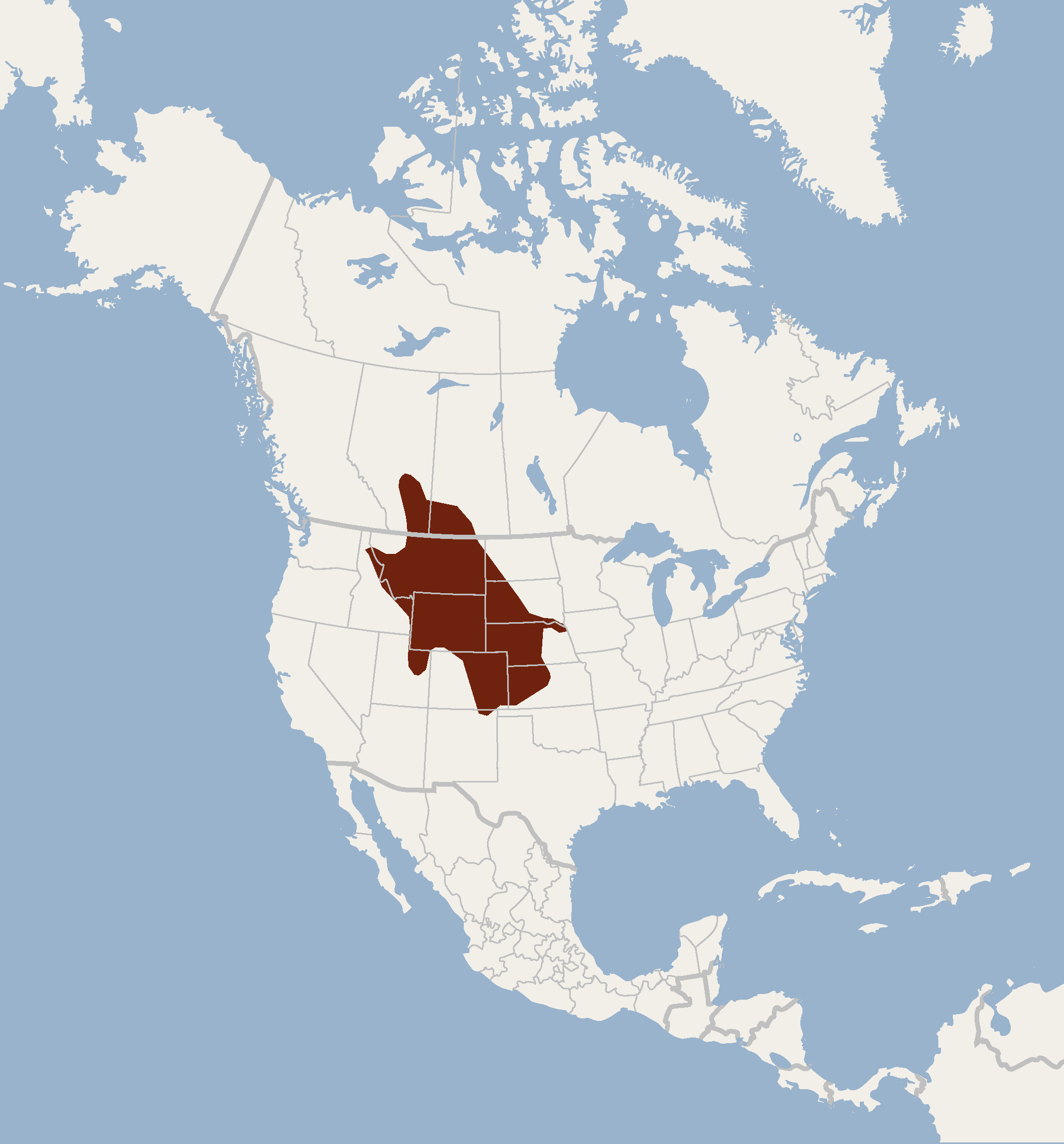